# Trenzano
Trenzano est une commune italienne de la province de Brescia, dans la région Lombardie.

## Administration
| Période                                  | Période  | Identité       | Étiquette | Qualité |
| ---------------------------------------- | -------- | -------------- | --------- | ------- |
| 15/04/2008                               | En cours | Andrea Bianchi | CasaPound |         |
| Les données manquantes sont à compléter. |          |                |           |         |

### Communes limitrophes
Berlingo, Brandico, Castrezzato, Comezzano-Cizzago, Corzano, Maclodio, Rovato